# Cratere Kāid
Kāid  è un cratere sulla superficie di Marte.